# Taurongia punctata
Taurongia punctata là một loài nhện trong họ Desidae. Chúng được miêu tả năm 1900 bởi Hogg.